# Erich Klinge (Sportwissenschaftler)
Erich Klinge (* 31. Juli 1889 in Berlin; † 1957) war ein deutscher Pädagoge, Sporterzieher und Hochschullehrer.

## Leben
Zunächst Volksschullehrer, schloss Klinge naturwissenschaftlich-medizinische Studien an. 1921 wurde er Dozent an der Deutschen Hochschule für Leibesübungen in Berlin. 1922 promovierte er in Würzburg über Sportgeschichte zum Dr. phil. 1929 wurde er Professor an der Pädagogischen Akademie in Hannover. Ab 1933 war er Leiter der Deutschen Hochschule für Leibesübungen in Berlin-Charlottenburg, ab 1936 Direktor am Hochschulinstitut für Leibesübungen in Köln, bei Kriegsbeginn 1939 kurzfristig auch am gleichnamigen Institut in Jena. 1943 wurde er Honorarprofessor für Pädagogik der Leibesübungen an der Universität Wien. Am 1. April 1933 trat er dem NSLB, zum 1. Mai 1933 der NSDAP bei (Mitgliedsnummer 2.644.649). Im November 1933 unterzeichnete er das Bekenntnis der deutschen Professoren zu Adolf Hitler. 1946 wurde er aus dem Hochschuldienst vorzeitig in den Ruhestand versetzt.
Nach dem Krieg gehörte Klinge zum Beirat der Zeitschrift „Sportmedizin“. 1955 wurde er Ehrenvorsitzender des Bundes der Leibeserzieher.

## Schriften
- Deutsches Mädchenturnen, Berlin 1937 (mehrere Auflagen bis in die 60er Jahre)
- Erziehung zu Mut, zur Tat und Tapferkeit, Dortmund-Breslau 1938